# The Crusaders
The Crusaders — американская джаз-фьюжн-группа, популярная в 1970-х годах. Также группа была известна под названием the Jazz Crusaders, прежде чем они сократили своё название в 1971 году.

## История
В 1960 году, в Хьюстоне, после распада двух недолговечных групп The Swingsters и the Nite Hawks, Джо Сэмпл (фортепиано), Стикс Хупер (ударные), Уилтон Фелдер (саксофон) и Уэйн Хендерсон (тромбон) перебрались в Лос-Анджелес. После того как они взяли себе название «The Jazz Crusaders», группа подписала контракт с лейблом Pacific Jazz Records, на котором они базировались на протяжении всех 1960-х годов. Используя духовую секцию (тромбон и тенор-саксофон), группа звучала в стиле хард-боп, используя также элементы R&B и соула.
В 1971 году группа сократила своё название до «The Crusaders» и стала ориентироваться на джаз-фанк. Также в своё звучание они добавили бас-гитару и электрогитару. Присоединившиеся к группе бас-гитарист Роберт «Попс» Попвелл и гитарист Ларри Карлтон участвовали на альбомах группы в течение  большей части 1970-х годов. С приходом новых участников группа стала тяготеть к смешению стилей, и её записи начали появляться в поп-чартах журнала Billboard. Рост коммерческого успеха группы произошёл в 1979 году с выходом альбома Street Life, где в качестве приглашённой вокалистки отметилась Рэнди Кроуфорд. Он достиг 18 места в the Pop album charts, а заглавный трек сумел попасть на 10 место в the R&B chart и на 36 позицию в Billboard′s Hot 100 chart.
Ещё в 1975 году, после выхода 28 по счёту альбома (и девятого под названием The Crusaders), группу оставил Хендерсон, чтобы сосредоточиться на продюсерской карьере. Его уход создал пустоту, навсегда изменившую характер группы. Другой основатель группы, — Хупер оставил коллектив в 1983 году, тем самым положив конец периода популярности группы. В середине 1980-х годов вышло ещё три альбома; однако к 1990-м годам The Crusaders по сути распались, оставив после себя обширную дискографию.

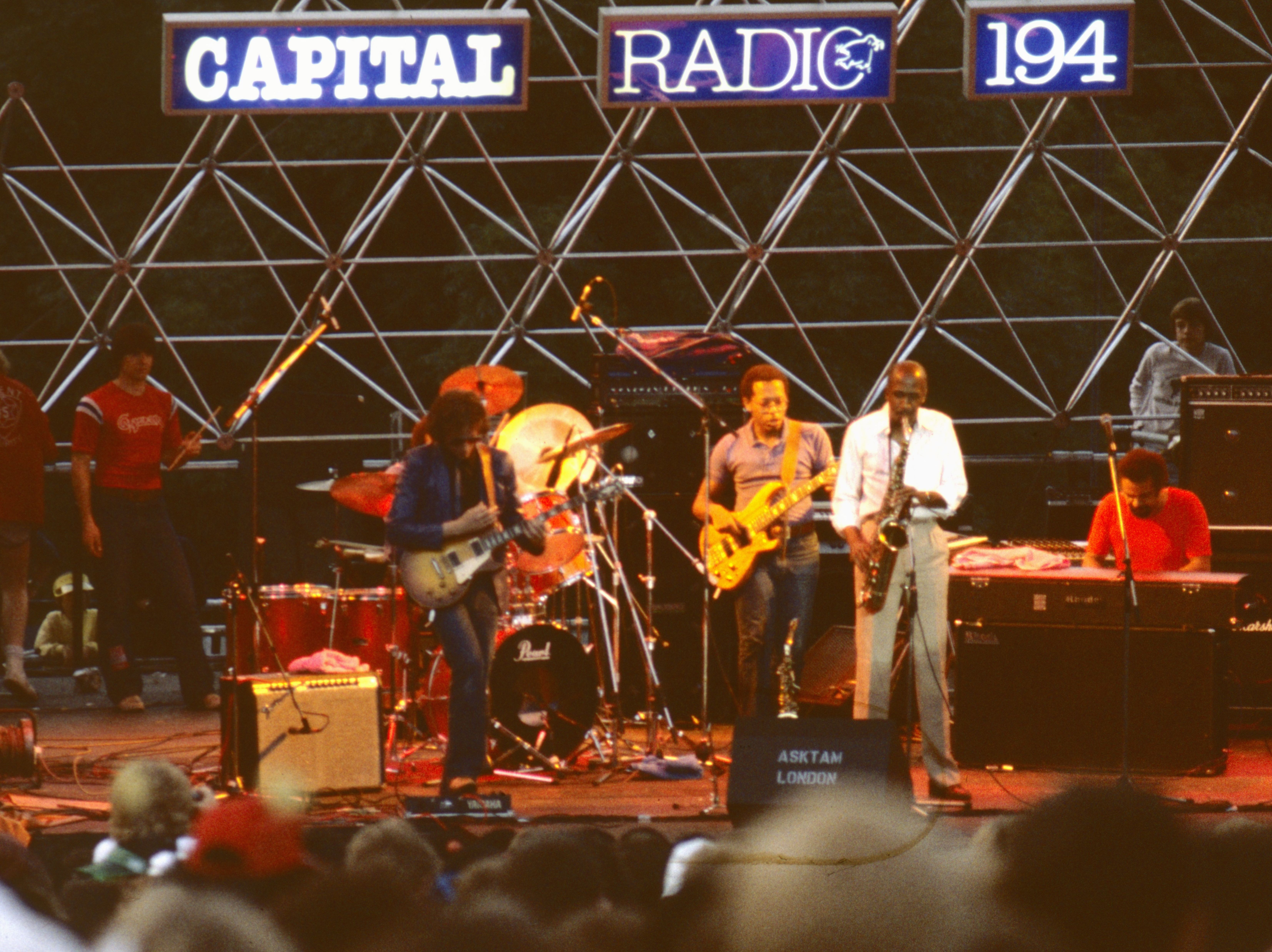
The Crusaders выступают в Knebworth Park в рамках Capital Radio Jazz Festival, Великобритания, 1982 год

В 1991 году The Crusaders (с единственными в составе оригинальными участниками Семплом и Фелдером) выпустили альбом Healing the Wounds. Он достиг 1 места в the Top Contemporary Jazz chart и 174 места в Billboard 200. В течение десятилетия группа более не выпускала альбомов, поскольку Семпл по большей части был сосредоточен на сольной карьере.
Оставивший в 1975 году коллектив Хендерсон возродил группу под названием «Jazz Crusaders» (несмотря на возражения Сэмпла) и выпустил в 1995 году альбом Happy Again. Состав записавший этот альбом включал в себя также участника-основателя Уилтона Фелдера и бывшего гитариста прежних Crusaders Ларри Карлтона. В конце 1990-х годах New Jazz Crusaders выпустили ряд альбомов, но их музыка не имела ничего общего с акустическим хард-боповым стилем оригинальной группы, опираясь вместо этого на синтезаторы, семплы, электронику и драм-машины, и была выдержана в стилях smooth jazz, рэп или современный R&B.
В 2003 году участники-основатели Семпл, Фелдер и Хупер реанимировали The Crusaders и выпустили альбом Rural Renewal. Гитарные партии на нём сыграли Рэй Паркер-младший и Эрик Клэптон. В том же году возглавляемые Хендерсоном Jazz Crusaders выпустили альбом Soul Axess.
В апреле 2010 года Джо Семпл объявил о реюнион-туре с Уэйном Хендерсоном и Уилтоном Фелдером (но без Стикса Хупера). Это стало первым с 1974 года воссоединением основателей Jazz Crusaders. 5 апреля 2014 года скончался Уэйн Хендерсон. 12 сентября того же года ушёл из жизни Джо Семпл. 25 сентября 2015 года не стало Уилтона Фелдера.

## Дискография
Также полную дискографию см. в английском разделе.

### Под названием The Jazz Crusaders
- Freedom Sound[англ.] (Pacific Jazz[англ.], 1961)
- Lookin' Ahead[англ.] (Pacific Jazz, 1962)
- The Jazz Crusaders at the Lighthouse[англ.] (Pacific Jazz, 1962)
- Tough Talk[англ.] (Pacific Jazz, 1963)
- Heat Wave[англ.] (Pacific Jazz, 1963)
- Jazz Waltz[англ.] (Pacific Jazz, 1963) с Лесом МакКанном[англ.]
- Stretchin' Out[англ.] (Pacific Jazz, 1964)
- The Thing[англ.] (Pacific Jazz, 1965)
- Chile Con Soul[англ.] (Pacific Jazz, 1965)
- Live at the Lighthouse '66[англ.] (Pacific Jazz, 1966)
- Talk That Talk[англ.] (Pacific Jazz, 1966)
- The Festival Album[англ.] (Pacific Jazz, 1966)
- Uh Huh[англ.] (Pacific Jazz, 1967)
- Lighthouse '68[англ.] (Pacific Jazz, 1968)
- Powerhouse[англ.] (Pacific Jazz, 1969)
- Lighthouse '69[англ.] (Pacific Jazz, 1969)
- Give Peace a Chance (Chisa, 1970)
- Old Socks New Shoes - New Socks Old Shoes (Liberty, 1970)

### Под названием The Crusaders
- Pass the Plate (1971)
- Hollywood (1972)
- Crusaders 1 (1972)
- The 2nd Crusade (1973)
- Unsung Heroes (1973)
- Scratch (1974)
- Southern Comfort[англ.] (1974)
- Chain Reaction[англ.] (1975)
- Those Southern Knights[англ.] (1976)
- Free as the Wind[англ.] (1977)
- Images (1978)
- Street Life (1979)
- Rhapsody and Blues (1980)
- Standing Tall[англ.] (1981)
- Live in Japan (1981)
- Royal Jam[англ.] (1982)
- Ghetto Blaster (1984)
- The Good and the Bad Times (1986)
- Life in the Modern World (1988)
- Healing the Wounds (1991)
- Happy Again (1994)
- Louisiana Hot Sauce (1996)
- Souled Out (1997)
- Break’n Da Rulz! (1998)
- Power of Our Music: The Endangered Species (2000)
- Rural Renewal (2003)
- Soul Axess (2003)
- Alive in South Africa (2006)